# 斜喉兔唇花
斜喉兔唇花（学名：Lagochilus obliquus）为唇形科兔唇花属下的一个种。其种加词“obliquus”意为“偏斜的”。
现接受名为二刺叶兔唇花指名亚种（Lagochilus diacanthophyllus subsp. diacanthophyllus）。